# 常磐橋 (高松市)
常磐橋（ときわばし）とは、香川県東部の高松市栗林町1丁目に架けられている短い橋である。国の特別名勝「栗林公園」の堀に架けられており、公園の主要な入口である東門として機能している。
本項目では、この橋の前身として、かつて玉藻城外堀（現在の高松市高松中央商店街片原町・兵庫町・丸亀町3町合同ドーム付近）に架けられていた、同名の橋についても解説する。

## 概要
現在は栗林公園東門へ入る橋として機能しているが、江戸時代には現在地より北へ約1.9km地点の高松城外堀に架けられ、城と城下町を隔てる橋として機能していた。同時に高松城と讃岐国全土を結ぶ5本の街道全ての起点となる交通の要衝であった。
その旧橋跡地は現在、丸亀町・片原町・兵庫町の各商店街が交わる三町ドームから高松中央郵便局・高松三越の間の道路（歩行者専用道路）にあたり、2011年12月、由緒を記した石碑が設置された（北緯34度20分46.4秒 東経134度3分2秒 / 北緯34.346222度 東経134.05056度）。

## 旧・常磐橋

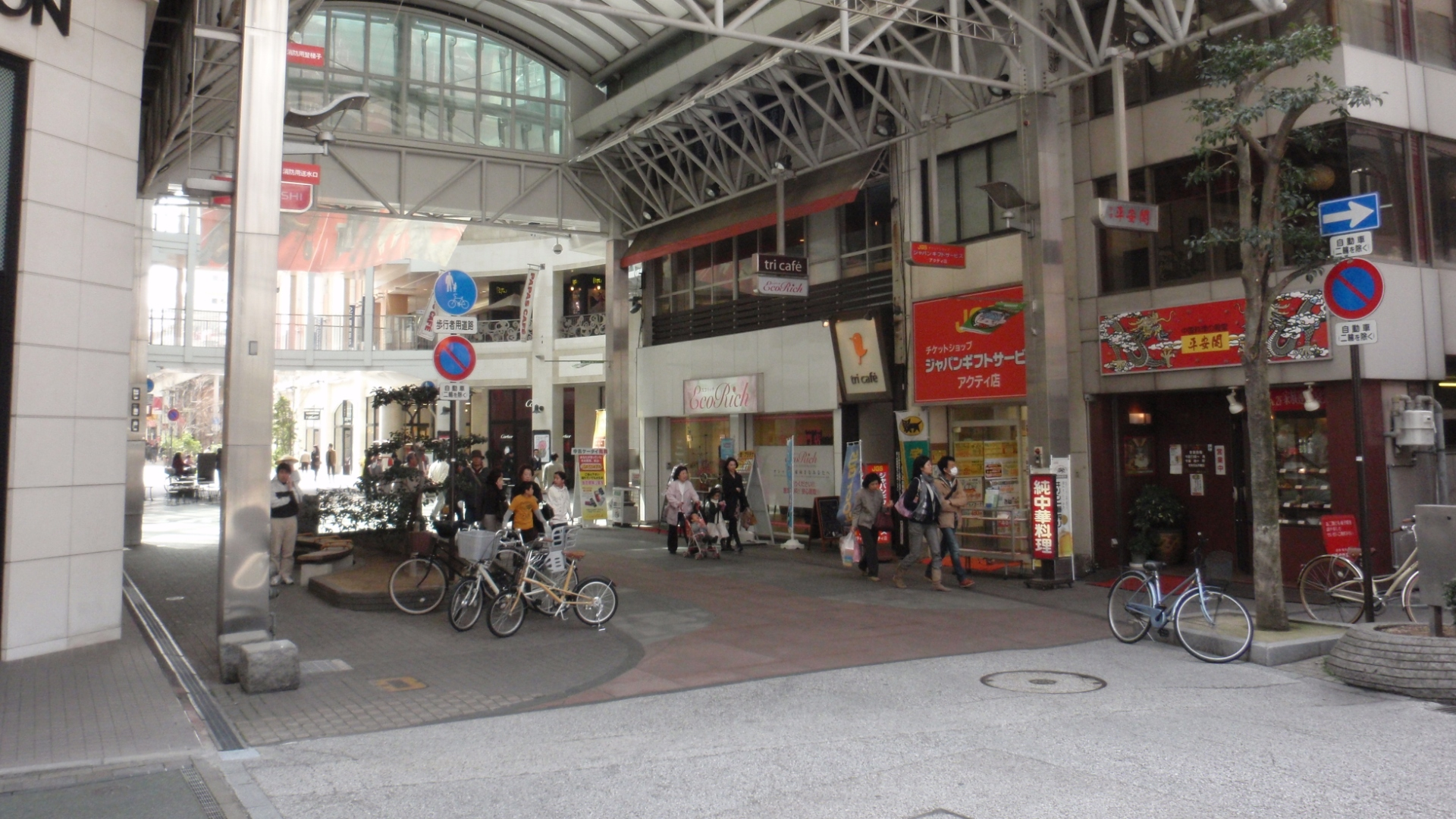
高松市丸亀町の常磐橋跡。奥が三町ドーム。

江戸時代には高松城の外堀に架けられていた木桁橋であった。外堀は現在の兵庫町・片原町商店街とその北側に平行する路地の間に存在し、最大幅は11間（約20m）であった。
高松城の外堀には東から「東の土橋」、「両町橋」、「蛇の目橋」、「常磐橋」、「八雲橋」、「西の土橋」などいくつかの橋が架けられていたが、この常磐橋はその中心であり、志度街道・長尾街道・仏生山街道・丸亀街道（現・高松市国分から伊予街道が分岐）・金毘羅街道の讃岐五街道の起点となる交通の要衝であった。
その街道跡は現在それぞれ片原町商店街（志度街道・長尾街道）、丸亀町商店街（仏生山街道・金比羅街道）、兵庫町商店街（丸亀街道）となっている。
また、橋のたもとには高札が設置されて、現在の三町ドームは「札の辻」と呼ばれていた。
高松城の外堀は明治時代に入ると一部が埋め立てられて幅が狭くなり、それに伴い常磐橋も木桁橋から石橋に架け替えられる。その後外堀が完全に埋め立てられると同時に役目を終えて橋は撤去され、石材の一部が栗林公園東門に移築された。